# Petalismo

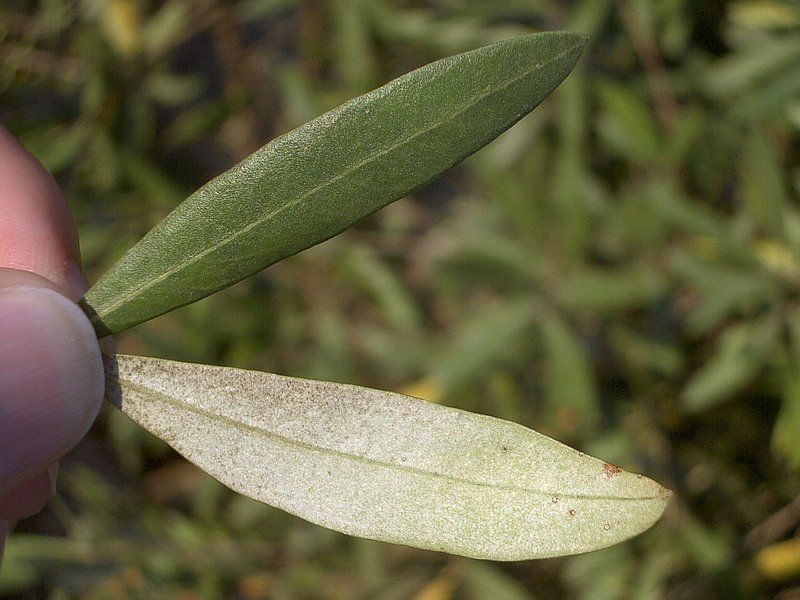
Le foglie dell'olivo

Il petalismo (in greco antico: πεταλισμός?, petalismós) era una procedura adottata nell'antica Siracusa con la quale nel periodo di tempo tra il 454 e il 453-452 a.C. si esiliavano personaggi ritenuti pericolosi per la città.

## Influenza dell'ostracismo
Il petalismo potrebbe essere ispirato all'ostracismo di Atene, oppure a una più antica usanza greca, importata anche nelle colonie, usata per controllare l'operato dei magistrati e impedire che aspirassero alla tirannide: ciò anche a motivo della dissimilarità di mezzi usati dalle due culture per dare possibilità di esprimere la propria volontà nel verdetto: foglie nel caso della polis siceliota, ostraka (cocci e frammenti ceramici) nel caso della città attica. Nonostante ciò, questa variabile potrebbe essere letta anche come una volontà dei siracusani di distinguersi dagli ateniesi o di sottolineare come l'esilio avesse una fine, essendo le foglie un materiale deperibile, o di impedire brogli durante la votazione.

## Modalità

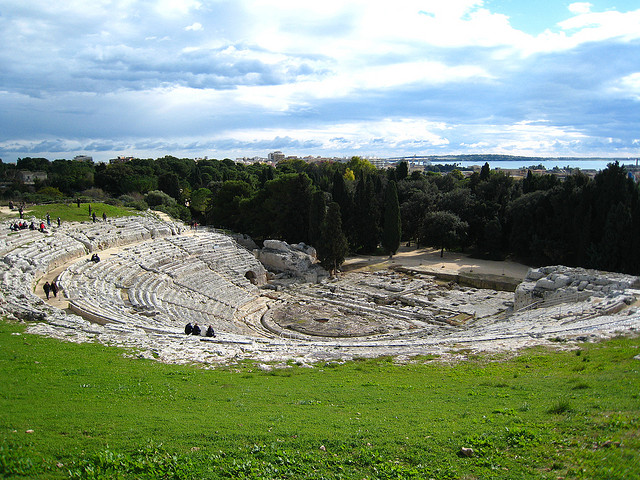
Il teatro greco di Siracusa

Il nome della persona che doveva essere bandita dalla città per cinque anni (a differenza dei 10 previsti ad Atene) veniva scritto, invece che su un coccio di terracotta, su una foglia (in greco antico: πέταλον?, pétalon) di olivo. Il quorum necessario per la validità della procedura era di seimila voti. Dato che Diodoro Siculo non fornisce nessun'altra informazione, è probabile che il resto della procedura, essendo questo uso di importazione ateniese, fosse uguale a quella usata per l'ostracismo attico.

## Storia

### Istituzione
Diodoro Siculo non precisa l'anno in cui entrò in vigore il petalismo, ma si sa che fu adottato dopo che, nel 454 a.C., Tindaride aveva tentato di instaurare una tirannide, in un clima di chiara tensione civile. La finalità principale di tale istituzione era, secondo Diodoro, evitare la restaurazione della tirannide: considerato però che Diodoro parla dell'ostracismo da un punto di vista strettamente normativo, spiegandone il funzionamento teorico senza parlare delle deformazioni che gli Ateniesi vi avevano operato, è legittimo pensare che stessa cosa abbia fatto col petalismo. Per comprendere più in profondità le finalità del petalismo, è necessario infatti analizzare quale fosse la condizione nella quale versava la politica siracusana in quegli anni, dopo la caduta del regime tirannico e l'installazione di un sistema basato o sui principi aristocratici, a metà tra una monarchia e una democrazia, o su quelli democratici.
Secondo alcuni critici moderni il fine di evitare l'instaurazione di una nuova tirannide appare tuttavia illogico, considerando che proprio questa singolare forma di ostracismo causò il nascere di forti tensioni sociali (stasis), terreno ideale per il sorgere di un regime dispotico. Appare quindi più naturale pensare che esso venne deliberatamente architettato dai politici filo-popolari per sfruttare le masse al fine di allontanare i rappresentanti dei partiti oligarchici, loro avversari. Secondo altri, era anzi l'ostracismo ateniese cosa ben più ingiusta, anche in virtù del più lungo tempo d'esilio forzoso: quanti aderiscono a questa interpretazione affermano, anzi, che l'abrogazione del petalismo fu causata dalla forte influenza degli oligarchici nel sistema democratico. Nonostante in proposito vi siano delle obiezioni, è opinione accolta da molti studiosi quella secondo la quale è presente una profonda dissimilarità tra l'ostracismo ateniese e il petalismo siracusano.

### Sviluppi
Secondo Diodoro, però, il petalismo era applicato spessissimo e in modo ingiusto, tanto da indurre molte persone ricche e influenti a tenersi lontani dalla politica, permettendo la salita al potere di personaggi loschi, inducendo coloro che non avevano avuto il coraggio di scendere in politica a darsi al lusso, e causando fratture all'interno della società.
L'allontanarsi degli oligarchici dalla politica è una conferma del fatto che un tale sistema era stato creato proprio col fine di causare una secessione oligarchica. Altresì, Diodoro potrebbe aver addotto questa motivazione rifacendosi a quella corrente di pensiero per la quale istituzioni come quella del petalismo, allontanando uomini potenti e influenti, rendono difficile la gestione della città.

### Abolizione
Dato che il petalismo aveva gettato la città nello scompiglio, secondo Diodoro venne abrogato dopo "poco tempo": nel Dictionary of Greek and Roman Antiquities si ipotizza che l'abrogazione sia avvenuta nel 452 a.C., non in contrasto con quanto detto da Diodoro. Secondo altre fonti, questa istituzione sopravvisse nel biennio terminante col 453 a.C. (per un totale quindi di due o tre anni).
Si possono fare due ipotesi riguardo al fatto che l'ostracismo sopravvisse al petalismo. Secondo una prima teoria, il petalismo venne fatto abrogare dagli oligarchici, che lo leggevano come contrario ai propri interessi: essa però appare poco realistica in quanto non si comprende perché dapprincipio, se questa minoranza era così potente da poter pretendere l'abrogazione di una legge contro la volontà popolare, non si fosse opposta alla sua approvazione. Secondo una seconda corrente di pensiero, non erano stati posti limiti quantitativi riguardo a quanti uomini si potessero cacciare ogni anno, e di conseguenza si era abusato di questa istituzione: ad Atene essi erano invece previsti.